# Haetera pseudopiera
Haetera pseudopiera är en fjärilsart som beskrevs av Brown 1942. Haetera pseudopiera ingår i släktet Haetera och familjen praktfjärilar. Inga underarter finns listade i Catalogue of Life.